# Petr Kelemen
Petr Kelemen (Pilsen, 18 november 2000) is een Tsjechische wielrenner die sinds 2023 voor het Zwitserse Tudor Pro Cycling Team uitkomt. 

## Carrière
Hij debuteerde in 2023 bij het wereldkampioenschap wielrennen op de weg bij de elite met een 24e plek. Het merendeel van de wedstrijd was hij in de vlucht aanwezig.

## Overwinningen
2018
Puntenklassement Tour du Pays de Vaud
 Tsjechisch kampioen op de weg, junioren
2022
 Tsjechisch kampioen op de weg, beloften

### Resultaten in voornaamste wedstrijden
|      | \| Jaar \| Milaan-San Remo \| Gent-Wevelgem \| Ronde van Vlaanderen \| Parijs-Roubaix \| \| WK op de weg \| \| ---- \| --------------- \| ------------- \| -------------------- \| -------------- \| \| ------------ \| \| 2023 \| \| \| \| \| \| 24e \| \| 2024 \| 140e \| opgave \| opgave \| \| \| \| \| 2025 \| \| opgave \| \| 58e \| \| \| |               |                      |                |  |              |
| Jaar | Milaan-San Remo | Gent-Wevelgem | Ronde van Vlaanderen | Parijs-Roubaix |  | WK op de weg |
| 2023 | |               |                      |                |  | 24e          |
| 2024 | 140e | opgave        | opgave               |                |  |              |
| 2025 | | opgave        |                      | 58e            |  |              |

#### Resultaten in kleinere rondes
| Jaar | Tirreno-Adriatico | Ronde van Polen | Benelux Tour | Ronde van Guangxi |
| ---- | ----------------- | --------------- | ------------ | ----------------- |
| 2023 |                   |                 |              | 51e               |
| 2024 | opgave            | 85e             | opgave       |                   |

(*) tussen haakjes aantal individuele etappeoverwinningen

## Ploegen
- 2019 –  UCI WCC Men's Team
- 2020 –  CCC Development Team
- 2021 –  Elkov-Kasper
- 2022 –  Swiss Racing Academy
- 2023 –  Tudor Pro Cycling Team
- 2024 –  Tudor Pro Cycling Team
- 2025 –  Tudor Pro Cycling Team

Bohli · Brun · Charrin · de Kleijn · J. Eriksson · L. Eriksson · Froidevaux · Heming · Kamp · Kelemen · Kluckers · Kolze Changizi · Pellaud · Pluimers · Reichenbach · Suter · Thalmann · Voisard · Wilksch (vanaf 5/8) · Wirtgen · Zijlaard
Bohli · Brenner · Brun · Charrin · Dainese · de Kleijn · J. Eriksson · L. Eriksson · Froidevaux · Heming · Kamp · Kelemen · Kluckers · Kolze Changizi · Krieger · Mayrhofer · Pellaud · Pluimers · Reichenbach · Rondel (vanaf 20/7) · Storer · Stork · Suter · Thalmann · Trentin · Voisard · Wilksch · Wirtgen · Zijlaard